# Сили, Джон Роберт
Джон Роберт Сили (англ. John Robert Seeley; 10 сентября 1834, Лондон — 13 января 1895, Кембридж) — английский историк, историограф, педагог; один из первых представителей английской империалистической историографии.

## Биография
Родился в семье издателя-книготорговца. Учился в Школе Лондонского Сити.
В 1857 году окончил Кембриджский университет. В 1863—1869 годы — профессор латинского языка в Университетском колледже Лондона, с 1869 года — новой истории в Кембридже.
Ранние работы Сили посвящены религиозным вопросам; в 1866 году вышла в свет его книга «Ессе homo» — жизнеописание Иисуса Христа.
Наибольшую известность в кругах английских буржуазных читателей принесла ему публикация в 1884 году курса лекций — «Экспансия Англии» (англ. The expansion of England, русский перевод — «Расширение Англии», СПБ, 1903), представляющих апологию захватнической колониальной политики Великобритании; историю Англии Сили рассматривал в первую очередь как историю расширения английского государства за пределами Британских островов. В этой книге, как и в последней своей работе «Развитие британской политики» (англ. The growth of British policy, v. 1-2, Camb., 1903), Сили, тенденциозно освещая факты, пытался доказать, что все английские завоевания были благом для неспособных будто бы к самостоятельному управлению завоёванных народов, особенно для народов Индии. Англии в её европейской политике следует, по мнению историка, стремиться к «равновесию сил» с целью предотвращения значительного усиления какой-либо континентальной европейской державы, способной угрожать английским интересам.
Рассматривая историю как «школу политики», Сили связывал её изучение с интересами английских господствующих классов.